# Proboloptera luteola
Proboloptera luteola là một loài bướm đêm trong họ Geometridae.